# Élections départementales de 2015 dans le Haut-Rhin
Les élections départementales ont lieu les 22 et 29 mars 2015.

## Contexte départemental
La carte des cantons a été redécoupée. Beaucoup de petits cantons ruraux disparaissent au profit de cantons plus grands. Toutefois, les grands équilibres politiques locaux ne devraient que  peu changer.
La majorité actuelle UMP-UDI pourrait garder le contrôle sur le département.
La gauche, avec notamment le PS, pourrait perdre quelques élus.
Le FN ne devrait pas gagner de cantons mais devrait être présent dans plusieurs seconds tours.
Dernier élément, les autonomistes d'Unser Land, bénéficiant d'un contexte favorable avec le rejet du redécoupage territorial et de la fusion avec les régions Lorraine et Champagne-Ardenne, pourraient faire, à certains endroits, des scores remarquables.
Le président sortant, Charles Buttner, ne se représente pas. Il y aura ainsi un nouveau président.

### Modifications à la suite de la réforme de 2013
À compter du scrutin de 2015, les « élections départementales » et les « conseils départementaux » remplacent les « élections cantonales » et les « conseils généraux », en vertu de la loi du 17 mai 2013. Le mode de scrutin est également modifié, passant à un renouvellement intégral des conseils au scrutin binominal majoritaire pour un mandat de 6 ans (au lieu d'un renouvellement par moitié au scrutin uninominal tous les 3 ans).

#### Mode de scrutin
L'élection des conseillers départementaux a lieu au scrutin binominal majoritaire à deux tours. Dans chaque canton, les candidatures prennent la forme d'un binôme composé d'une femme et d'un homme (auxquels s'ajoutent deux suppléants, une femme et un homme également). Le corps électoral est celui des électeurs français inscrits dans une des communes du canton.
Pour être élu au premier tour, un binôme doit obtenir au moins la majorité absolue des suffrages exprimés et un nombre de suffrages égal à au moins 25 % des électeurs inscrits. Si aucun binôme n'est élu au premier tour, peuvent se présenter au second tour les deux binômes arrivés en tête et ceux qui ont obtenu un nombre de suffrages au moins égal à 12,5 % des électeurs inscrits. Est élu au second tour le binôme qui obtient le plus grand nombre de voix.

#### Redécoupage des cantons
Pour permettre l'organisation du scrutin binominal, un redécoupage des cantons a été effectué.
Dans le Haut-Rhin, le décret no 2014-207 du 21 février 2014 portant délimitation des cantons dans le département du Haut-Rhin a défini 17 cantons:
- canton no 1 (Altkirch) ;
- canton no 2 (Brunstatt) ;
- canton no 3 (Cernay) ;
- canton no 4 (Colmar-1) ;
- canton no 5 (Colmar-2) ;
- canton no 6 (Ensisheim) ;
- canton no 7 (Guebwiller) ;
- canton no 8 (Kingersheim) ;
- canton no 9 (Masevaux) ;
- canton no 10 (Mulhouse-1) ;
- canton no 11 (Mulhouse-2) ;
- canton no 12 (Mulhouse-3) ;
- canton no 13 (Rixheim) ;
- canton no 14 (Saint-Louis) ;
- canton no 15 (Sainte-Marie-aux-Mines) ;
- canton no 16 (Wintzenheim) ;
- canton no 17 (Wittenheim) ;

### Assemblée départementale sortante
Avant les élections, le conseil général du Haut-Rhin est présidé par Charles Buttner (UMP). Il comprenait 31 conseillers généraux issus des 31 cantons du Haut-Rhin. À partir du renouvellement de 2015, le département du Haut-Rhin comptera 17 cantons avec 34 élus au total (un homme et une femme par canton).
| Parti                                | Sigle | Sigle | Élus |
| ------------------------------------ | ----- | ----- | ---- |
| Majorité (21 sièges)                 |       |       |      |
| Union pour un mouvement populaire    |       | UMP   | 10   |
| Divers droite                        |       | DVD   | 7    |
| Union des démocrates et indépendants |       | UDI   | 2    |
| Sans étiquette                       |       | SE    | 2    |
| Opposition (10 sièges)               |       |       |      |
| Parti socialiste                     |       | PS    | 5    |
| Europe Écologie Les Verts            |       | EELV  | 2    |
| Divers gauche                        |       | DVG   | 2    |
| Sans étiquette                       |       | SE    | 1    |
| Président du conseil général         |       |       |      |
| Charles Buttner (UMP)                |       |       |      |

### Assemblée départementale élue
| Parti                                | Sigle | Sigle | Élus |
| ------------------------------------ | ----- | ----- | ---- |
| Majorité (32 sièges)                 |       |       |      |
| Union pour un mouvement populaire    |       | UMP   | 14   |
| Divers droite                        |       | DVD   | 12   |
| Union des démocrates et indépendants |       | UDI   | 6    |
| Opposition (2 sièges)                |       |       |      |
| Parti socialiste                     |       | PS    | 1    |
| Divers gauche                        |       | DVG   | 1    |
| Président du conseil départemental   |       |       |      |
| Éric Straumann (UMP)                 |       |       |      |

## Résultats à l'échelle du département

### Résultats par nuances du ministère de l'Intérieur
Les nuances utilisées par le ministère de l'Intérieur ne tiennent pas compte des alliances locales.
| Binômes     | Binômes            | Premier tour | Premier tour | Second tour | Second tour | Sièges |
| Binômes     | Binômes            | Voix         | %            | Voix        | %           | Sièges |
| ----------- | ------------------ | ------------ | ------------ | ----------- | ----------- | ------ |
|             | Union de la droite | 80 798       | 33,76        | 119 894     | 55,53       | 30     |
|             | DVD                | 12 840       | 5,37         | 8 504       | 3,94        | 2      |
|             | MoDem              | 4 333        | 1,81         |             |             |        |
|             | UMP                | 1 623        | 0,68         |             |             |        |
|             | DLF                | 958          | 0,40         |             |             |        |
| Droite      | Droite             | 100 552      | 42,02        | 128 398     | 59,47       | 32     |
|             |                    |              |              |             |             |        |
|             | FN                 | 73 150       | 30,56        | 75 391      | 34,92       | 0      |
|             |                    |              |              |             |             |        |
|             | DVG                | 16 345       | 6,83         | 12 132      | 5,62        | 2      |
|             | EÉLV               | 10 992       | 4,59         |             |             |        |
|             | PS                 | 10 483       | 4,38         |             |             |        |
|             | PCF                | 3 230        | 1,35         |             |             |        |
|             | FG                 | 1 489        | 0,62         |             |             |        |
| Gauche      | Gauche             | 42 539       | 17,77        | 12 132      | 5,62        | 2      |
|             |                    |              |              |             |             |        |
|             | Divers             | 23 086       | 9,65         |             |             |        |
|             |                    |              |              |             |             |        |
| Inscrits    | Inscrits           | 528 124      | 100,00       | 497 355     | 100,00      |        |
| Abstentions | Abstentions        | 275 674      | 52,20        | 263 666     | 53,01       |        |
| Votants     | Votants            | 252 450      | 47,80        | 233 689     | 46,99       |        |
| Blancs      | Blancs             | 9 872        | 3,91         | 13 490      | 5,77        |        |
| Nuls        | Nuls               | 3 251        | 1,29         | 4 278       | 1,83        |        |
| Exprimés    | Exprimés           | 239 327      | 94,80        | 215 921     | 92,40       |        |

### Résultats en nombre de sièges
| Partis       | Partis                               | Conseillers sortants | Conseillers élus | Évolution       |
| ------------ | ------------------------------------ | -------------------- | ---------------- | --------------- |
|              | Union pour un Mouvement Populaire    | 10                   | 14               | en augmentation |
|              | Divers droite                        | 9                    | 12               | en augmentation |
|              | Union des Démocrates et Indépendants | 2                    | 6                | en augmentation |
|              | Mouvement démocrate                  | 0                    | 0                | en stagnation   |
|              | Debout la France                     | 0                    | 0                | en stagnation   |
| Total Droite | Total Droite                         | 21                   | 32               | en augmentation |
|              | Parti Socialiste                     | 5                    | 1                | en diminution   |
|              | Divers gauche                        | 3                    | 1                | en diminution   |
|              | Europe Écologie Les Verts            | 2                    | 0                | en diminution   |
|              | Front de Gauche                      | 0                    | 0                | en stagnation   |
| Total Gauche | Total Gauche                         | 10                   | 2                | en diminution   |
|              | Divers                               | 0                    | 0                | en stagnation   |
|              | Front National                       | 0                    | 0                | en stagnation   |
|              | Régionalistes                        | 0                    | 0                | en stagnation   |
| Total Autres | Total Autres                         | 0                    | 0                | en stagnation   |

| Parti politique                      | Statut     |
| ------------------------------------ | ---------- |
| Union pour un mouvement populaire    | Majorité   |
| Divers droite                        | Majorité   |
| Union des démocrates et indépendants | Majorité   |
| Divers gauche                        | Majorité   |
| Parti socialiste                     | Opposition |

### Résultats par canton
| Canton                 | Conseiller sortant     | Parti               | Parti       | Conseiller élu         | Parti           | Parti           |
| ---------------------- | ---------------------- | ------------------- | ----------- | ---------------------- | --------------- | --------------- |
| Altkirch               | Alphonse Hartmann *    |                     | UMP         | Nicolas Jander         |                 | UDI             |
| Altkirch               | Alphonse Hartmann *    | Sabine Drexler      | UMP         |                        | DVD             |                 |
| Andolsheim             | Éric Straumann         |                     | UMP         | Canton supprimé        | Canton supprimé | Canton supprimé |
| Brunstatt              | Canton créé            | Canton créé         | Canton créé | Daniel Adrian          |                 | DVD             |
| Brunstatt              | Canton créé            | Canton créé         | Canton créé | Bernadette Groff       |                 | UDI             |
| Cernay                 | Pierre Vogt            |                     | SE          | Raphaël Schellenberger |                 | UMP             |
| Cernay                 | Pierre Vogt            | Annick Luttenbacher | SE          |                        | UMP             |                 |
| Colmar-Nord            | Brigitte Klinkert      |                     | DVD         | Canton supprimé        | Canton supprimé | Canton supprimé |
| Colmar-Sud             | Frédéric Hilbert       |                     | EELV        | Canton supprimé        | Canton supprimé | Canton supprimé |
| Colmar-1               | Canton créé            | Canton créé         | Canton créé | Yves Hemedinger        |                 | UMP             |
| Colmar-1               | Canton créé            | Canton créé         | Canton créé | Martine Dietrich       |                 | UMP             |
| Colmar-2               | Canton créé            | Canton créé         | Canton créé | Éric Straumann         |                 | UMP             |
| Colmar-2               | Canton créé            | Canton créé         | Canton créé | Brigitte Klinkert      |                 | DVD             |
| Dannemarie             | Rémy With              |                     | SE          | Canton supprimé        | Canton supprimé | Canton supprimé |
| Ensisheim              | Michel Habig           |                     | UMP         | Michel Habig           |                 | UMP             |
| Ensisheim              | Michel Habig           | Betty Muller        | UMP         |                        | DVD             |                 |
| Ferrette               | Dominique Dirrig *     |                     | SE          | Canton supprimé        | Canton supprimé | Canton supprimé |
| Guebwiller             | Alain Grappe           |                     | UMP         | Alain Grappe           |                 | UMP             |
| Guebwiller             | Alain Grappe           | Karine Pagliarulo   | UMP         |                        | DVD             |                 |
| Habsheim               | Charles Buttner *      |                     | UMP         | Canton supprimé        | Canton supprimé | Canton supprimé |
| Hirsingue              | Armand Reinhard *      |                     | DVG         | Canton supprimé        | Canton supprimé | Canton supprimé |
| Huningue               | Max Delmond            |                     | UDI         | Canton supprimé        | Canton supprimé | Canton supprimé |
| Illzach                | Bernard Notter         |                     | UMP         | Canton supprimé        | Canton supprimé | Canton supprimé |
| Kaysersberg            | Henri Stoll            |                     | EELV        | Canton supprimé        | Canton supprimé | Canton supprimé |
| Kingersheim            | Canton créé            | Canton créé         | Canton créé | Vincent Hagenbach      |                 | UDI             |
| Kingersheim            | Canton créé            | Canton créé         | Canton créé | Josiane Mehlen-Vetter  |                 | UDI             |
| Lapoutroie             | Guy Jacquey *          |                     | UMP         | Canton supprimé        | Canton supprimé | Canton supprimé |
| Masevaux               | Laurent Lerch *        |                     | UDI         | Remy With              |                 | DVD             |
| Masevaux               | Laurent Lerch *        | Fabienne Orlandi    | UDI         |                        | DVD             |                 |
| Mulhouse-Est           | Marc Schittly          |                     | UMP         | Canton supprimé        | Canton supprimé | Canton supprimé |
| Mulhouse-Nord          | Gilbert Buttazzoni     |                     | PS          | Canton supprimé        | Canton supprimé | Canton supprimé |
| Mulhouse-Ouest         | Pierre Freyburger *    |                     | PS          | Canton supprimé        | Canton supprimé | Canton supprimé |
| Mulhouse-Sud           | Francis Flury *        |                     | DVD         | Canton supprimé        | Canton supprimé | Canton supprimé |
| Mulhouse-1             | Canton créé            | Canton créé         | Canton créé | Alain Couchot          |                 | UMP             |
| Mulhouse-1             | Canton créé            | Canton créé         | Canton créé | Catherine Rapp         |                 | UMP             |
| Mulhouse-2             | Canton créé            | Canton créé         | Canton créé | Philippe Trimaille     |                 | UDI             |
| Mulhouse-2             | Canton créé            | Canton créé         | Canton créé | Fatima Jenn            |                 | DVD             |
| Mulhouse-3             | Canton créé            | Canton créé         | Canton créé | Marc Schittly          |                 | UMP             |
| Mulhouse-3             | Canton créé            | Canton créé         | Canton créé | Lara Million           |                 | UMP             |
| Munster                | Pierre Gsell *         |                     | DVD         | Canton supprimé        | Canton supprimé | Canton supprimé |
| Neuf-Brisach           | Hubert Miehe *         |                     | PS          | Canton supprimé        | Canton supprimé | Canton supprimé |
| Ribeauvillé            | Pierre Bihl            |                     | UMP         | Canton supprimé        | Canton supprimé | Canton supprimé |
| Rixheim                | Canton créé            | Canton créé         | Canton créé | Olivier Becht          |                 | DVD             |
| Rixheim                | Canton créé            | Canton créé         | Canton créé | Patricia Seiler        |                 | DVD             |
| Rouffach               | Jean-Paul Diringer *   |                     | UMP         | Canton supprimé        | Canton supprimé | Canton supprimé |
| Saint-Amarin           | Jean-Jacques Weber *   |                     | DVD         | Canton supprimé        | Canton supprimé | Canton supprimé |
| Saint-Louis            | Canton créé            | Canton créé         | Canton créé | Max Delmond            |                 | UDI             |
| Saint-Louis            | Canton créé            | Canton créé         | Canton créé | Pascale Schmidiger     |                 | UMP             |
| Sainte-Marie-aux-Mines | Christian Chaton *     |                     | UMP         | Pierre Bihl            |                 | UMP             |
| Sainte-Marie-aux-Mines | Christian Chaton *     | Émilie Helderlé     | UMP         |                        | DVD             |                 |
| Sierentz               | Daniel Adrian          |                     | SE          | Canton supprimé        | Canton supprimé | Canton supprimé |
| Soultz-Haut-Rhin       | Odile Bocquet-Hunold * |                     | DVG         | Canton supprimé        | Canton supprimé | Canton supprimé |
| Thann                  | Michel Habib *         |                     | PS          | Canton supprimé        | Canton supprimé | Canton supprimé |
| Wintzenheim            | Lucien Muller          |                     | DVD         | Lucien Muller          |                 | UMP             |
| Wintzenheim            | Lucien Muller          | Monique Martin      | DVD         |                        | DVD             |                 |
| Wittenheim             | Jo Spiegel *           |                     | PS          | Pierre Vogt            |                 | DVG             |
| Wittenheim             | Jo Spiegel *           | Marie-France Vallat | PS          |                        | PS              |                 |

* Conseillers généraux sortants ne se représentant pas

## Résultats par canton

### Canton d'Altkirch
| Candidats   | Candidats              | Partis      | Partis      | Premier tour | Premier tour | Second tour | Second tour |
| Candidats   | Candidats              | Partis      | Partis      | Voix         | %            | Voix        | %           |
| ----------- | ---------------------- | ----------- | ----------- | ------------ | ------------ | ----------- | ----------- |
| 1           | Anne-Sarah Gugenberger |             | UMP         | 1 623        | 9,41         |             |             |
| 1           | Jean Schmidt           |             | UMP         | 1 623        | 9,41         |             |             |
| 2           | Olivier Boule          |             | DVD         | 2 833        | 16,43        |             |             |
| 2           | Catherine Dahmane      |             | DVD         | 2 833        | 16,43        |             |             |
| 3           | Jean Bitterlin         |             | MEI         | 1 909        | 11,07        |             |             |
| 3           | Anne Roussey           |             | MEI         | 1 909        | 11,07        |             |             |
| 4           | Paolo Spano            |             | FN          | 4 963        | 28,78        | 5 413       | 33,41       |
| 4           | Marie Macri            |             | FN          | 4 963        | 28,78        | 5 413       | 33,41       |
| 5           | Nicolas Jander         |             | UDI         | 5 915        | 34,30        | 10 787      | 66,59       |
| 5           | Sabine Drexler         |             | DVD         | 5 915        | 34,30        | 10 787      | 66,59       |
|             |                        |             |             |              |              |             |             |
| Inscrits    | Inscrits               | Inscrits    | Inscrits    | 35 968       | 100,00       | 35 970      | 100,00      |
| Abstentions | Abstentions            | Abstentions | Abstentions | 17 578       | 48,87        | 18 304      | 50,89       |
| Votants     | Votants                | Votants     | Votants     | 18 390       | 51,13        | 17 666      | 49,11       |
| Blancs      | Blancs                 | Blancs      | Blancs      | 810          | 4,40         | 998         | 5,65        |
| Nuls        | Nuls                   | Nuls        | Nuls        | 337          | 1,83         | 468         | 2,65        |
| Exprimés    | Exprimés               | Exprimés    | Exprimés    | 17 243       | 93,76        | 16 200      | 91,70       |

### Canton de Brunstatt
| Candidats            | Candidats        | Partis      | Partis      | Premier tour | Premier tour |
| Candidats            | Candidats        | Partis      | Partis      | Voix         | %            |
| -------------------- | ---------------- | ----------- | ----------- | ------------ | ------------ |
| 1                    | Daniel Adrian *  |             | DVD         | 7778         | 53,35        |
| 1                    | Bernadette Groff |             | UDI         | 7778         | 53,35        |
| 2                    | Mildred Frey     |             | FN          | 4971         | 34,09        |
| 2                    | Thierry Kern     |             | FN          | 4971         | 34,09        |
| 3                    | Alexis Carrié    |             | PS          | 1831         | 12,56        |
| 3                    | Meryem Tekiner   |             | PS          | 1831         | 12,56        |
|                      |                  |             |             |              |              |
| Inscrits             | Inscrits         | Inscrits    | Inscrits    | 30643        | 100,00       |
| Abstentions          | Abstentions      | Abstentions | Abstentions | 15307        | 49,95        |
| Votants              | Votants          | Votants     | Votants     | 15336        | 50,05        |
| Blancs               | Blancs           | Blancs      | Blancs      | 553          | 3,61         |
| Nuls                 | Nuls             | Nuls        | Nuls        | 203          | 1,32         |
| Exprimés             | Exprimés         | Exprimés    | Exprimés    | 14580        | 47,58        |
| * conseiller sortant |                  |             |             |              |              |

### Canton de Cernay
| Candidats   | Candidats                | Partis      | Partis      | Premier tour | Premier tour | Second tour | Second tour |
| Candidats   | Candidats                | Partis      | Partis      | Voix         | %            | Voix        | %           |
| ----------- | ------------------------ | ----------- | ----------- | ------------ | ------------ | ----------- | ----------- |
| 1           | Jean-Luc Faller          |             | FG          | 931          | 5,34         |             |             |
| 1           | Nicole Lohner            |             | FG          | 931          | 5,34         |             |             |
| 2           | Stéphanie Faesch         |             | FN          | 5 562        | 31,92        | 5 750       | 35,42       |
| 2           | Serge Klein              |             | FN          | 5 562        | 31,92        | 5 750       | 35,42       |
| 3           | Annick Luttenbacher      |             | UMP         | 6 298        | 36,15        | 10 483      | 64,58       |
| 3           | Raphaël Schellenberger   |             | UMP         | 6 298        | 36,15        | 10 483      | 64,58       |
| 4           | Claudine François-Wilser |             | ÉCO         | 4 632        | 26,59        |             |             |
| 4           | François Tacquard        |             | ÉCO         | 4 632        | 26,59        |             |             |
|             |                          |             |             |              |              |             |             |
| Inscrits    | Inscrits                 | Inscrits    | Inscrits    | 38 052       | 100,00       | 38 052      | 100,00      |
| Abstentions | Abstentions              | Abstentions | Abstentions | 19 666       | 51,68        | 20 298      | 53,34       |
| Votants     | Votants                  | Votants     | Votants     | 18 386       | 48,32        | 17 754      | 46,66       |
| Blancs      | Blancs                   | Blancs      | Blancs      | 737          | 4,01         | 1 179       | 6,64        |
| Nuls        | Nuls                     | Nuls        | Nuls        | 226          | 1,23         | 342         | 1,93        |
| Exprimés    | Exprimés                 | Exprimés    | Exprimés    | 17 423       | 94,76        | 16 233      | 91,43       |

### Canton de Colmar-1
| Candidats            | Candidats           | Partis      | Partis      | Premier tour | Premier tour | Second tour | Second tour |
| Candidats            | Candidats           | Partis      | Partis      | Voix         | %            | Voix        | %           |
| -------------------- | ------------------- | ----------- | ----------- | ------------ | ------------ | ----------- | ----------- |
| 1                    | Laurence Locher     |             | FN          | 2 577        | 25,17        | 2 990       | 31,30       |
| 1                    | Romain Thomann      |             | FN          | 2 577        | 25,17        | 2 990       | 31,30       |
| 2                    | Gérard Cronenberger |             | DVD         | 1 637        | 15,99        |             |             |
| 2                    | Nadia Hoog          |             | USL         | 1 637        | 15,99        |             |             |
| 3                    | Damien Allain       |             | FG          | 374          | 3,65         |             |             |
| 3                    | Régine Mariage      |             | FG          | 374          | 3,65         |             |             |
| 4                    | Hasan Gözel         |             | PEJ         | 411          | 4,01         |             |             |
| 4                    | Valérie Kökmen      |             | PEJ         | 411          | 4,01         |             |             |
| 5                    | Martine Dietrich    |             | UMP         | 3 619        | 35,34        | 6 562       | 68,70       |
| 5                    | Yves Hemedinger     |             | UMP         | 3 619        | 35,34        | 6 562       | 68,70       |
| 6                    | Frédéric Hilbert *  |             | EÉLV        | 1 622        | 15,84        |             |             |
| 6                    | Caroline Sanchez    |             | ÉCO         | 1 622        | 15,84        |             |             |
|                      |                     |             |             |              |              |             |             |
| Inscrits             | Inscrits            | Inscrits    | Inscrits    | 25 363       | 100,00       | 25 363      | 100,00      |
| Abstentions          | Abstentions         | Abstentions | Abstentions | 14 694       | 57,93        | 14 910      | 58,79       |
| Votants              | Votants             | Votants     | Votants     | 10 669       | 42,07        | 10 453      | 41,21       |
| Blancs               | Blancs              | Blancs      | Blancs      | 329          | 3,08         | 708         | 6,77        |
| Nuls                 | Nuls                | Nuls        | Nuls        | 100          | 0,94         | 193         | 1,85        |
| Exprimés             | Exprimés            | Exprimés    | Exprimés    | 10 240       | 95,98        | 9 552       | 91,38       |
| * conseiller sortant |                     |             |             |              |              |             |             |

### Canton de Colmar-2
| Candidats            | Candidats                     | Partis      | Partis      | Premier tour | Premier tour | Second tour | Second tour |
| Candidats            | Candidats                     | Partis      | Partis      | Voix         | %            | Voix        | %           |
| -------------------- | ----------------------------- | ----------- | ----------- | ------------ | ------------ | ----------- | ----------- |
| 1                    | Julien Ernst                  |             | PS          | 2 569        | 14,50        |             |             |
| 1                    | Marie-Christine Gindensperger |             | PS          | 2 569        | 14,50        |             |             |
| 2                    | Fabrice Leglise               |             | DLF         | 958          | 5,41         |             |             |
| 2                    | Angélique Wintenberger        |             | DVD         | 958          | 5,41         |             |             |
| 3                    | Brigitte Klinkert *           |             | DVD         | 9 306        | 52,54        | 12 178      | 71,45       |
| 3                    | Éric Straumann *              |             | UMP         | 9 306        | 52,54        | 12 178      | 71,45       |
| 4                    | Marc Coursieres               |             | FN          | 4 880        | 27,55        | 4 867       | 28,55       |
| 4                    | Marion Wilhelm                |             | FN          | 4 880        | 27,55        | 4 867       | 28,55       |
|                      |                               |             |             |              |              |             |             |
| Inscrits             | Inscrits                      | Inscrits    | Inscrits    | 38 254       | 100,00       | 38 256      | 100,00      |
| Abstentions          | Abstentions                   | Abstentions | Abstentions | 19 502       | 50,98        | 19 837      | 51,85       |
| Votants              | Votants                       | Votants     | Votants     | 18 752       | 49,02        | 18 419      | 48,15       |
| Blancs               | Blancs                        | Blancs      | Blancs      | 767          | 4,09         | 1 019       | 5,53        |
| Nuls                 | Nuls                          | Nuls        | Nuls        | 272          | 1,45         | 355         | 1,93        |
| Exprimés             | Exprimés                      | Exprimés    | Exprimés    | 17 713       | 94,46        | 17 045      | 92,54       |
| * conseiller sortant |                               |             |             |              |              |             |             |

### Canton d'Ensisheim
| Candidats            | Candidats          | Partis      | Partis      | Premier tour | Premier tour | Second tour | Second tour |
| Candidats            | Candidats          | Partis      | Partis      | Voix         | %            | Voix        | %           |
| -------------------- | ------------------ | ----------- | ----------- | ------------ | ------------ | ----------- | ----------- |
| 1                    | Michel Habig *     |             | UMP         | 5 331        | 30,95        | 9 745       | 57,36       |
| 1                    | Betty Muller       |             | DVD         | 5 331        | 30,95        | 9 745       | 57,36       |
| 2                    | Sandrine Diemunsch |             | USL         | 2 899        | 16,83        |             |             |
| 2                    | Daniel Loewert     |             | USL         | 2 899        | 16,83        |             |             |
| 3                    | Josiane Bigel      |             | DVG         | 2 874        | 16,69        |             |             |
| 3                    | Gilles Fischer     |             | PS          | 2 874        | 16,69        |             |             |
| 4                    | Cassandra Rotily   |             | FN          | 6 119        | 35,53        | 7 244       | 42,64       |
| 4                    | José Sanjuan       |             | FN          | 6 119        | 35,53        | 7 244       | 42,64       |
|                      |                    |             |             |              |              |             |             |
| Inscrits             | Inscrits           | Inscrits    | Inscrits    | 34 160       | 100,00       | 34 158      | 100,00      |
| Abstentions          | Abstentions        | Abstentions | Abstentions | 16 068       | 47,04        | 15 942      | 46,67       |
| Votants              | Votants            | Votants     | Votants     | 18 092       | 52,96        | 18 216      | 53,33       |
| Blancs               | Blancs             | Blancs      | Blancs      | 614          | 3,39         | 879         | 4,83        |
| Nuls                 | Nuls               | Nuls        | Nuls        | 255          | 1,41         | 348         | 1,91        |
| Exprimés             | Exprimés           | Exprimés    | Exprimés    | 17 223       | 95,20        | 16 989      | 49,74       |
| * conseiller sortant |                    |             |             |              |              |             |             |

### Canton de Guebwiller
| Candidats            | Candidats              | Partis      | Partis      | Premier tour | Premier tour | Second tour | Second tour |
| Candidats            | Candidats              | Partis      | Partis      | Voix         | %            | Voix        | %           |
| -------------------- | ---------------------- | ----------- | ----------- | ------------ | ------------ | ----------- | ----------- |
| 1                    | Sylvain Marcelli       |             | FN          | 3 961        | 31,56        | 5 021       | 41,65       |
| 1                    | Carine Zoller-Abraham  |             | FN          | 3 961        | 31,56        | 5 021       | 41,65       |
| 2                    | Alain Grappe *         |             | UMP         | 3 553        | 28,31        | 7 033       | 58,35       |
| 2                    | Karine Pagliarulo      |             | DVD         | 3 553        | 28,31        | 7 033       | 58,35       |
| 3                    | Caroline Anquez        |             | USL         | 2 209        | 17,60        |             |             |
| 3                    | Lionel Egloff          |             | USL         | 2 209        | 17,60        |             |             |
| 4                    | Yeter Opuz-Polat       |             | PCF         | 580          | 4,62         |             |             |
| 4                    | Hubert Strauel         |             | PCF         | 580          | 4,62         |             |             |
| 5                    | Hélène Aullen-François |             | EÉLV        | 2 248        | 17,91        |             |             |
| 5                    | Alain Diot             |             | DVG         | 2 248        | 17,91        |             |             |
|                      |                        |             |             |              |              |             |             |
| Inscrits             | Inscrits               | Inscrits    | Inscrits    | 26 426       | 100,00       | 26 426      | 100,00      |
| Abstentions          | Abstentions            | Abstentions | Abstentions | 13 255       | 50,16        | 13 116      | 49,63       |
| Votants              | Votants                | Votants     | Votants     | 13 171       | 49,84        | 13 310      | 50,37       |
| Blancs               | Blancs                 | Blancs      | Blancs      | 444          | 3,37         | 941         | 7,07        |
| Nuls                 | Nuls                   | Nuls        | Nuls        | 176          | 1,34         | 315         | 2,37        |
| Exprimés             | Exprimés               | Exprimés    | Exprimés    | 12 551       | 95,29        | 12 054      | 90,56       |
| * conseiller sortant |                        |             |             |              |              |             |             |

### Canton de Kingersheim
| Candidats   | Candidats             | Partis      | Partis      | Premier tour | Premier tour | Second tour | Second tour |
| Candidats   | Candidats             | Partis      | Partis      | Voix         | %            | Voix        | %           |
| ----------- | --------------------- | ----------- | ----------- | ------------ | ------------ | ----------- | ----------- |
| 1           | Violanda Hencky       |             | FN          | 4 270        | 32,13        | 4 787       | 36,74       |
| 1           | Christopher Pornain   |             | FN          | 4 270        | 32,13        | 4 787       | 36,74       |
| 2           | Sylvie Caladou-Maier  |             | FG          | 558          | 4,20         |             |             |
| 2           | Pierre Peter          |             | FG          | 558          | 4,20         |             |             |
| 3           | Vincent Hagenbach     |             | UDI         | 4 318        | 32,49        | 8 243       | 63,26       |
| 3           | Josiane Mehlen-Vetter |             | UDI         | 4 318        | 32,49        | 8 243       | 63,26       |
| 4           | Alexis Hottler        |             | USL         | 1 406        | 10,58        |             |             |
| 4           | Céline Wira           |             | USL         | 1 406        | 10,58        |             |             |
| 5           | Agnès Lichtlé         |             | DVG         | 2 737        | 20,60        |             |             |
| 5           | Laurent Riche         |             | PS          | 2 737        | 20,60        |             |             |
|             |                       |             |             |              |              |             |             |
| Inscrits    | Inscrits              | Inscrits    | Inscrits    | 29 629       | 100,00       | 26 629      | 100,00      |
| Abstentions | Abstentions           | Abstentions | Abstentions | 15 834       | 53,44        | 15 792      | 53,30       |
| Votants     | Votants               | Votants     | Votants     | 13 795       | 46,56        | 13 837      | 46,70       |
| Blancs      | Blancs                | Blancs      | Blancs      | 374          | 2,71         | 582         | 4,21        |
| Nuls        | Nuls                  | Nuls        | Nuls        | 132          | 0,96         | 225         | 1,63        |
| Exprimés    | Exprimés              | Exprimés    | Exprimés    | 13 289       | 96,33        | 13 030      | 94,17       |

### Canton de Masevaux
| Candidats            | Candidats           | Partis      | Partis      | Premier tour | Premier tour | Second tour | Second tour |
| Candidats            | Candidats           | Partis      | Partis      | Voix         | %            | Voix        | %           |
| -------------------- | ------------------- | ----------- | ----------- | ------------ | ------------ | ----------- | ----------- |
| 1                    | Claire Freitag      |             | REG         | 2 479        | 17,59        |             |             |
| 1                    | Paul Mumbach        |             | REG         | 2 479        | 17,59        |             |             |
| 2                    | Corinne Morgen      |             | EÉLV        | 1 751        | 12,43        |             |             |
| 2                    | Jean-Georges Ulrich |             | EÉLV        | 1 751        | 12,43        |             |             |
| 3                    | Fabienne Orlandi    |             | DVD         | 5 446        | 38,65        | 8 504       | 64,07       |
| 3                    | Rémy With *         |             | DVD         | 5 446        | 38,65        | 8 504       | 64,07       |
| 4                    | Claudia Nolett      |             | FN          | 4 416        | 31,34        | 4 769       | 35,93       |
| 4                    | Sébastien Schoettel |             | FN          | 4 416        | 31,34        | 4 769       | 35,93       |
|                      |                     |             |             |              |              |             |             |
| Inscrits             | Inscrits            | Inscrits    | Inscrits    | 29 280       | 100,00       | 29 285      | 100,00      |
| Abstentions          | Abstentions         | Abstentions | Abstentions | 14 273       | 48,75        | 14 635      | 49,97       |
| Votants              | Votants             | Votants     | Votants     | 15 007       | 51,25        | 14 650      | 50,03       |
| Blancs               | Blancs              | Blancs      | Blancs      | 622          | 4,14         | 801         | 5,47        |
| Nuls                 | Nuls                | Nuls        | Nuls        | 293          | 1,95         | 576         | 3,93        |
| Exprimés             | Exprimés            | Exprimés    | Exprimés    | 14 092       | 93,90        | 13 273      | 90,60       |
| * conseiller sortant |                     |             |             |              |              |             |             |

### Canton de Mulhouse-1
| Candidats   | Candidats              | Partis      | Partis      | Premier tour | Premier tour | Second tour | Second tour |
| Candidats   | Candidats              | Partis      | Partis      | Voix         | %            | Voix        | %           |
| ----------- | ---------------------- | ----------- | ----------- | ------------ | ------------ | ----------- | ----------- |
| 1           | Alain Couchot          |             | UMP         | 2 095        | 30,44        | 4 254       | 66,11       |
| 1           | Catherine Rapp         |             | UMP         | 2 095        | 30,44        | 4 254       | 66,11       |
| 2           | René Curan             |             | FN          | 2 021        | 29,36        | 2 181       | 33,89       |
| 2           | Marie-Laure Leroux     |             | FN          | 2 021        | 29,36        | 2 181       | 33,89       |
| 5           | Agnès Schneider        |             | FG          | 466          | 6,77         |             |             |
| 5           | Joseph Siméoni         |             | FG          | 466          | 6,77         |             |             |
| 4           | Francis Larger         |             | DVD         | 553          | 8,03         |             |             |
| 4           | Myriam Rohmer          |             | DVD         | 553          | 8,03         |             |             |
| 3           | Claudine Boni da Silva |             | PS          | 1 748        | 25,40        |             |             |
| 3           | Thierry Sother         |             | PS          | 1 748        | 25,40        |             |             |
|             |                        |             |             |              |              |             |             |
| Inscrits    | Inscrits               | Inscrits    | Inscrits    | 19 717       | 100,00       | 19 717      | 100,00      |
| Abstentions | Abstentions            | Abstentions | Abstentions | 12 199       | 61,87        | 12 465      | 63,22       |
| Votants     | Votants                | Votants     | Votants     | 7 518        | 38,13        | 7 252       | 36,78       |
| Blancs      | Blancs                 | Blancs      | Blancs      | 635          | 8,45         | 817         | 11,27       |
| Nuls        | Nuls                   | Nuls        | Nuls        | 0            | 0            | 0           | 0           |
| Exprimés    | Exprimés               | Exprimés    | Exprimés    | 6 883        | 91,55        | 6 435       | 88,73       |

### Canton de Mulhouse-2
| Candidats            | Candidats                    | Partis      | Partis      | Premier tour | Premier tour | Second tour | Second tour |
| Candidats            | Candidats                    | Partis      | Partis      | Voix         | %            | Voix        | %           |
| -------------------- | ---------------------------- | ----------- | ----------- | ------------ | ------------ | ----------- | ----------- |
| 1                    | Boris Anger                  |             | FG          | 589          | 9,22         |             |             |
| 1                    | Michèle Siméoni              |             | FG          | 589          | 9,22         |             |             |
| 2                    | Ludovic Cathala              |             | FN          | 2 247        | 35,17        | 2 311       | 37,49       |
| 2                    | Karine Luttringer            |             | FN          | 2 247        | 35,17        | 2 311       | 37,49       |
| 3                    | Gilbert Buttazzoni *         |             | PS          | 1 702        | 26,64        |             |             |
| 3                    | Malika Schmidlin Ben M'Barek |             | PS          | 1 702        | 26,64        |             |             |
| 4                    | Philippe Trimaille           |             | UDI         | 1 851        | 28,97        | 3 854       | 62,51       |
| 4                    | Fatima Jenn                  |             | DVD         | 1 851        | 28,97        | 3 854       | 62,51       |
|                      |                              |             |             |              |              |             |             |
| Inscrits             | Inscrits                     | Inscrits    | Inscrits    | 19 492       | 100,00       | 19 492      | 100,00      |
| Abstentions          | Abstentions                  | Abstentions | Abstentions | 12 466       | 63,95        | 12 541      | 64,34       |
| Votants              | Votants                      | Votants     | Votants     | 7 026        | 36,05        | 6 951       | 35,66       |
| Blancs               | Blancs                       | Blancs      | Blancs      | 637          | 9,07         | 786         | 11,31       |
| Nuls                 | Nuls                         | Nuls        | Nuls        | 0            | 0            | 0           | 0,00        |
| Exprimés             | Exprimés                     | Exprimés    | Exprimés    | 6 389        | 90,93        | 6 165       | 88,69       |
| * conseiller sortant |                              |             |             |              |              |             |             |

### Canton de Mulhouse-3
| Candidats            | Candidats            | Partis      | Partis      | Premier tour | Premier tour | Second tour | Second tour |
| Candidats            | Candidats            | Partis      | Partis      | Voix         | %            | Voix        | %           |
| -------------------- | -------------------- | ----------- | ----------- | ------------ | ------------ | ----------- | ----------- |
| 1                    | Dominique Caprili    |             | PS          | 1 581        | 15,60        |             |             |
| 1                    | Christine Plas       |             | PS          | 1 581        | 15,60        |             |             |
| 2                    | Freddy Ciolek        |             | FN          | 3 072        | 30,32        | 3 066       | 31,25       |
| 2                    | Clarisse Ferrand     |             | FN          | 3 072        | 30,32        | 3 066       | 31,25       |
| 3                    | Tahar Khelladi       |             | FG          | 453          | 4,47         |             |             |
| 3                    | Aline Parmentier     |             | FG          | 453          | 4,47         |             |             |
| 4                    | Lara Million         |             | UMP         | 4 111        | 40,57        | 6 745       | 68,75       |
| 4                    | Marc Schittly        |             | UMP         | 4 111        | 40,57        | 6 745       | 68,75       |
| 5                    | Cécile Germain-Ecuer |             | EÉLV        | 915          | 9,03         |             |             |
| 5                    | Guillaume Reffay     |             | EÉLV        | 915          | 9,03         |             |             |
|                      |                      |             |             |              |              |             |             |
| Inscrits             | Inscrits             | Inscrits    | Inscrits    | 25 167       | 100,00       | 25 167      | 100,00      |
| Abstentions          | Abstentions          | Abstentions | Abstentions | 14 397       | 57,21        | 14 426      | 57,32       |
| Votants              | Votants              | Votants     | Votants     | 10 770       | 42,79        | 10 741      | 42,68       |
| Blancs               | Blancs               | Blancs      | Blancs      | 581          | 5,39         | 864         | 8,04        |
| Nuls                 | Nuls                 | Nuls        | Nuls        | 57           | 0,53         | 66          | 0,61        |
| Exprimés             | Exprimés             | Exprimés    | Exprimés    | 10 132       | 94,08        | 9 811       | 91,34       |
| * conseiller sortant |                      |             |             |              |              |             |             |

### Canton de Rixheim
| Candidats            | Candidats               | Partis      | Partis      | Premier tour | Premier tour | Second tour | Second tour |
| Candidats            | Candidats               | Partis      | Partis      | Voix         | %            | Voix        | %           |
| -------------------- | ----------------------- | ----------- | ----------- | ------------ | ------------ | ----------- | ----------- |
| 1                    | Jeanne Bouédo           |             | EÉLV        | 1 041        | 6,04         |             |             |
| 1                    | Philippe Wolff          |             | EÉLV        | 1 041        | 6,04         |             |             |
| 2                    | Véronique Brechenmacher |             | DVD         | 2 673        | 15,52        |             |             |
| 2                    | Bernard Notter *        |             | DVD         | 2 673        | 15,52        |             |             |
| 3                    | Aurore Bohrer           |             | FN          | 4 667        | 27,09        | 4 661       | 28,73       |
| 3                    | Sylvain Schaub          |             | FN          | 4 667        | 27,09        | 4 661       | 28,73       |
| 4                    | Olivier Becht           |             | DVD         | 7 792        | 45,24        | 11 565      | 71,27       |
| 4                    | Patricia Seiler         |             | DVD         | 7 792        | 45,24        | 11 565      | 71,27       |
| 5                    | Katia Flohr             |             | PS          | 1 052        | 6,11         |             |             |
| 5                    | Pierre Schwebelen       |             | PS          | 1 052        | 6,11         |             |             |
|                      |                         |             |             |              |              |             |             |
| Inscrits             | Inscrits                | Inscrits    | Inscrits    | 36 496       | 100,00       | 36 510      | 100,00      |
| Abstentions          | Abstentions             | Abstentions | Abstentions | 18 566       | 50,87        | 19 356      | 53,02       |
| Votants              | Votants                 | Votants     | Votants     | 17 930       | 49,13        | 17 154      | 46,98       |
| Blancs               | Blancs                  | Blancs      | Blancs      | 553          | 3,08         | 725         | 4,23        |
| Nuls                 | Nuls                    | Nuls        | Nuls        | 152          | 0,85         | 203         | 1,18        |
| Exprimés             | Exprimés                | Exprimés    | Exprimés    | 17 225       | 96,07        | 16 226      | 94,59       |
| * conseiller sortant |                         |             |             |              |              |             |             |

### Canton de Saint-Louis
| Candidats            | Candidats          | Partis      | Partis      | Premier tour | Premier tour | Second tour | Second tour |
| Candidats            | Candidats          | Partis      | Partis      | Voix         | %            | Voix        | %           |
| -------------------- | ------------------ | ----------- | ----------- | ------------ | ------------ | ----------- | ----------- |
| 1                    | Hervé Ott          |             | USL         | 3 511        | 24,36        |             |             |
| 1                    | Huguette Ott       |             | USL         | 3 511        | 24,36        |             |             |
| 2                    | Fabienne Belle     |             | MEI         | 1 527        | 10,59        |             |             |
| 2                    | Ralph Wicky        |             | ÉCO         | 1 527        | 10,59        |             |             |
| 3                    | Max Delmond *      |             | UDI         | 5 841        | 40,52        | 9 079       | 68,61       |
| 3                    | Pascale Schmidiger |             | UMP         | 5 841        | 40,52        | 9 079       | 68,61       |
| 4                    | Katia Di Léonardo  |             | FN          | 3 535        | 24,52        | 4 153       | 31,39       |
| 4                    | Denis Pint         |             | FN          | 3 535        | 24,52        | 4 153       | 31,39       |
|                      |                    |             |             |              |              |             |             |
| Inscrits             | Inscrits           | Inscrits    | Inscrits    | 33 131       | 100,00       | 33 086      | 100,00      |
| Abstentions          | Abstentions        | Abstentions | Abstentions | 18 135       | 54,74        | 18 749      | 56,67       |
| Votants              | Votants            | Votants     | Votants     | 14 996       | 45,26        | 14 337      | 43,33       |
| Blancs               | Blancs             | Blancs      | Blancs      | 443          | 2,95         | 802         | 5,59        |
| Nuls                 | Nuls               | Nuls        | Nuls        | 139          | 0,93         | 303         | 2,11        |
| Exprimés             | Exprimés           | Exprimés    | Exprimés    | 14 414       | 96,12        | 13 232      | 92,29       |
| * conseiller sortant |                    |             |             |              |              |             |             |

### Canton de Sainte-Marie-aux-Mines
| Candidats            | Candidats             | Partis      | Partis      | Premier tour | Premier tour | Second tour | Second tour |
| Candidats            | Candidats             | Partis      | Partis      | Voix         | %            | Voix        | %           |
| -------------------- | --------------------- | ----------- | ----------- | ------------ | ------------ | ----------- | ----------- |
| 1                    | Nadège Florentz       |             | PS          | 4 854        | 29,26        | 4 627       | 27,20       |
| 1                    | Henri Stoll *         |             | EÉLV        | 4 854        | 29,26        | 4 627       | 27,20       |
| 2                    | Pierre Bihl *         |             | UMP         | 6 637        | 40,01        | 7 634       | 44,87       |
| 2                    | Émilie Helderlé       |             | DVD         | 6 637        | 40,01        | 7 634       | 44,87       |
| 3                    | Jean-François Abraham |             | FN          | 5 098        | 30,73        | 4 753       | 27,94       |
| 3                    | Jacqueline Marie      |             | FN          | 5 098        | 30,73        | 4 753       | 27,94       |
|                      |                       |             |             |              |              |             |             |
| Inscrits             | Inscrits              | Inscrits    | Inscrits    | 34 422       | 100,00       | 34 320      | 100,00      |
| Abstentions          | Abstentions           | Abstentions | Abstentions | 16 929       | 49,18        | 16 718      | 48,71       |
| Votants              | Votants               | Votants     | Votants     | 17 493       | 50,82        | 17 602      | 51,29       |
| Blancs               | Blancs                | Blancs      | Blancs      | 638          | 3,65         | 425         | 2,41        |
| Nuls                 | Nuls                  | Nuls        | Nuls        | 266          | 1,52         | 163         | 0,93        |
| Exprimés             | Exprimés              | Exprimés    | Exprimés    | 16 589       | 94,83        | 17 014      | 96,66       |
| * conseiller sortant |                       |             |             |              |              |             |             |

### Canton de Wintzenheim
| Candidats            | Candidats              | Partis      | Partis      | Premier tour | Premier tour | Second tour | Second tour |
| Candidats            | Candidats              | Partis      | Partis      | Voix         | %            | Voix        | %           |
| -------------------- | ---------------------- | ----------- | ----------- | ------------ | ------------ | ----------- | ----------- |
| 1                    | Monique Martin         |             | DVD         | 6 353        | 33,56        | 11 732      | 64,98       |
| 1                    | Lucien Muller *        |             | UMP         | 6 353        | 33,56        | 11 732      | 64,98       |
| 4                    | Gabrielle Gerber       |             | USL         | 3 133        | 16,55        |             |             |
| 4                    | Jean-Georges Trouillet |             | USL         | 3 133        | 16,55        |             |             |
| 3                    | Christiane Bezold      |             | MoDem       | 4 333        | 22,89        |             |             |
| 3                    | Hubert Ott             |             | MoDem       | 4 333        | 22,89        |             |             |
| 2                    | Pierre Courtaux        |             | FN          | 5 113        | 27,01        | 6 324       | 35,02       |
| 2                    | Angélique Minoux       |             | FN          | 5 113        | 27,01        | 6 324       | 35,02       |
|                      |                        |             |             |              |              |             |             |
| Inscrits             | Inscrits               | Inscrits    | Inscrits    | 39 104       | 100,00       | 39 104      | 100,00      |
| Abstentions          | Abstentions            | Abstentions | Abstentions | 18 971       | 48,51        | 19 374      | 49,54       |
| Votants              | Votants                | Votants     | Votants     | 20 133       | 51,49        | 19 730      | 50,46       |
| Blancs               | Blancs                 | Blancs      | Blancs      | 797          | 3,96         | 1 228       | 6,22        |
| Nuls                 | Nuls                   | Nuls        | Nuls        | 404          | 2,01         | 446         | 2,26        |
| Exprimés             | Exprimés               | Exprimés    | Exprimés    | 18 932       | 94,03        | 18 056      | 91,52       |
| * conseiller sortant |                        |             |             |              |              |             |             |

### Canton de Wittenheim
| Candidats            | Candidats               | Partis      | Partis      | Premier tour | Premier tour | Second tour | Second tour |
| Candidats            | Candidats               | Partis      | Partis      | Voix         | %            | Voix        | %           |
| -------------------- | ----------------------- | ----------- | ----------- | ------------ | ------------ | ----------- | ----------- |
| 1                    | Jean-Luc Ginder         |             | UMP         | 1 335        | 9,27         |             |             |
| 1                    | Nathalie Portmann       |             | MoDem       | 1 335        | 9,27         |             |             |
| 2                    | Ghislaine Rouge         |             | USL         | 2 123        | 14,73        |             |             |
| 2                    | Dominique Wurch         |             | USL         | 2 123        | 14,73        |             |             |
| 5                    | Bernadette Brender-Hert |             | ÉCO         | 873          | 6,06         |             |             |
| 5                    | Yan Flory               |             | ÉCO         | 873          | 6,06         |             |             |
| 2                    | Ludwig Deleersnyder     |             | FN          | 5 678        | 39,41        | 7 101       | 48,62       |
| 2                    | Evelyne Fuchs           |             | FN          | 5 678        | 39,41        | 7 101       | 48,62       |
| 1                    | Marie-France Vallat     |             | PS          | 3 632        | 25,21        | 7 505       | 51,38       |
| 1                    | Pierre Vogt *           |             | DVG         | 3 632        | 25,21        | 7 505       | 51,38       |
| 6                    | Nadia Peter-Lanz        |             | FG          | 768          | 5,33         |             |             |
| 6                    | Christophe Pouysegur    |             | FG          | 768          | 5,33         |             |             |
|                      |                         |             |             |              |              |             |             |
| Inscrits             | Inscrits                | Inscrits    | Inscrits    | 32 820       | 100,00       | 32 820      | 100,00      |
| Abstentions          | Abstentions             | Abstentions | Abstentions | 17 834       | 54,34        | 17 203      | 52,42       |
| Votants              | Votants                 | Votants     | Votants     | 14 986       | 45,66        | 15 617      | 47,58       |
| Blancs               | Blancs                  | Blancs      | Blancs      | 338          | 2,26         | 736         | 4,71        |
| Nuls                 | Nuls                    | Nuls        | Nuls        | 239          | 1,59         | 275         | 1,76        |
| Exprimés             | Exprimés                | Exprimés    | Exprimés    | 14 409       | 96,15        | 14 606      | 93,53       |
| * conseiller sortant |                         |             |             |              |              |             |             |